# Lomandra pauciflora
Lomandra pauciflora är en sparrisväxtart som först beskrevs av Robert Brown, och fick sitt nu gällande namn av Alfred James Ewart. Lomandra pauciflora ingår i släktet Lomandra och familjen sparrisväxter. Inga underarter finns listade i Catalogue of Life.